# Бейт-Заит
Бейт-Заит (ивр. בית זית‎) — израильский мошав к западу от муниципальной границы Иерусалима. Попадает под юрисдикцию регионального совета Мате-Иегуда. Бейт-Заит расположен в Иудейских горах на окраине Иерусалимского леса — искусственного городского соснового леса, посаженного Еврейским национальным фондом на окраине Западного Иерусалима.

## Название
Деревня под названием Бейт-Заит упоминается в Книгах Маккавеев, но считается, что она находилась севернее, возможно, на месте палестинского христианского города Бирзейт, к северу от Рамаллы.

## История
Бейт-Заит основан в 1949 году после Войны за независимость на земле, которая принадлежала обезлюдевшей палестинской деревне Айн-Карим еврейскими иммигрантами из Египта, Румынии и Югославии. Основу экономики составляли фруктовые сады, овощи, птица и другие сельскохозяйственные продукты.
С расширением мошава в конце 1990-х годов, которая включала в себя покупку земли новоприбывшими и реконструкцию старых домов, Бейт-Заит стал модной альтернативой жизни в Иерусалиме.

## Достопримечательности

### Водохранилище Бейт-Заит

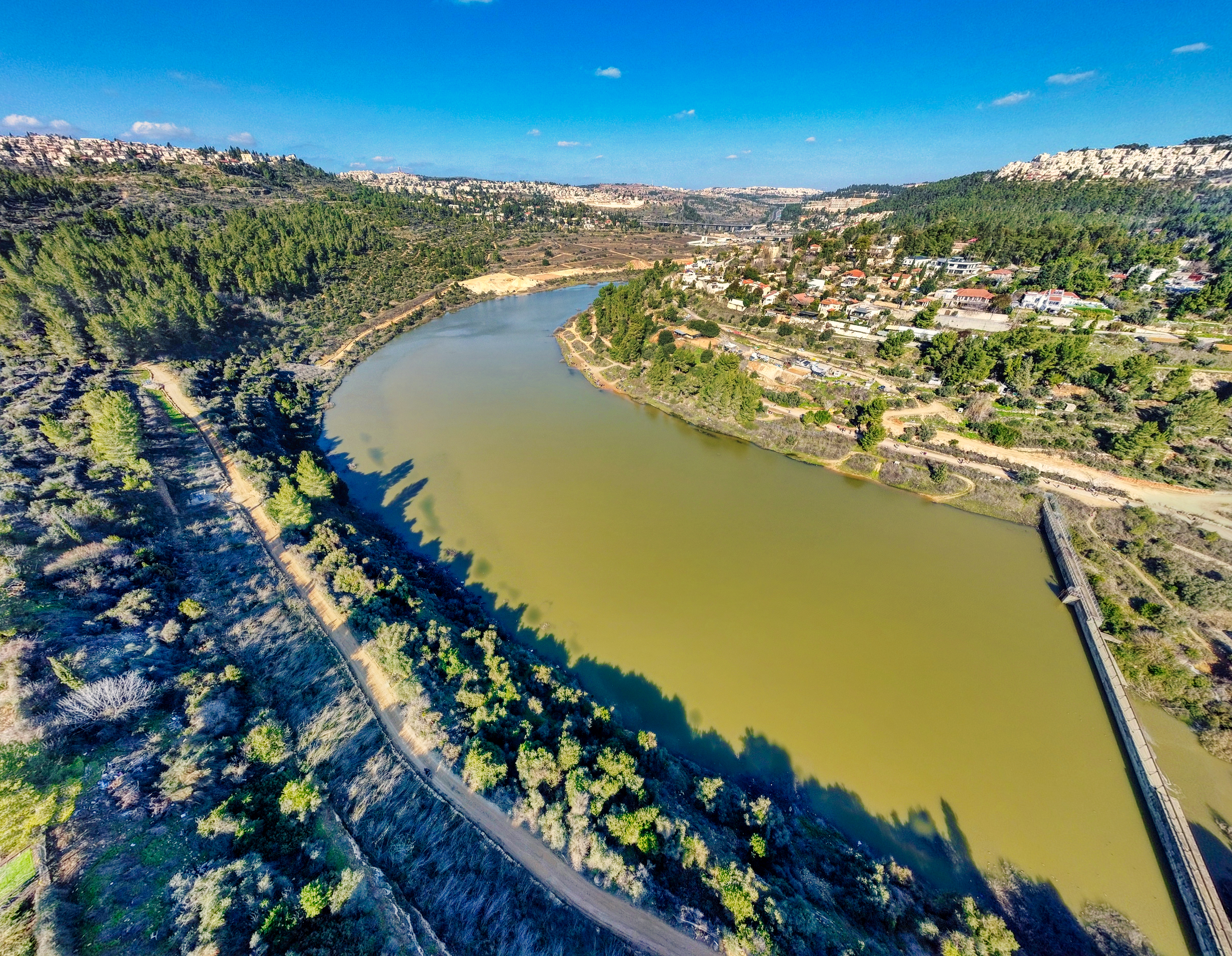
Водохранилище Бейт-Заит

Рядом находится плотина, построенная для сбора зимних паводковых вод и создания водохранилища.

### Следы динозавра
В 1962 году в саду одного из жителей Бейт-Заита были обнаружены следы динозавров, которые сейчас экспонируются в Еврейском университете в Иерусалиме. Это единственное место в Израиле, где были обнаружены доказательства существования динозавров, и одно из немногих подобных мест на Ближнем Востоке.

## Население
По данным Центрального статистического бюро Израиля, население на начало 2020 года составляло 1 708 человек.

## В популярной культуре
В израильском телесериале «Фауда» главные герои посещают деревню, поскольку один из персонажей, Яара, живёт там.